# 페어필드 전투
페어필드 전투(Battle of Fairfield)는 미국 남북 전쟁 당시 게티즈버그 전역 중에 벌어진 전투다. 이 전투는 게티스버그 전투와 거의 동시에 펜실베이니아주 페어필드에서 7월 3일 벌어졌지만, 게티스버그 전투에 포함시키지는 않는다. 이 전투는 중대급 규모의 소규모 전투였지만 전략적인 관점에서는 이 전투의 승리로 남군은 중요한 하게스타운 도로를 확보했고, 7월 5일 로버트 리의 북버지니아군은 이 도로를 이용하여 메릴랜드를 거쳐 버지니아로 안전하게 철수할 수 있었다.
북버지니아군 기병대의 대다수는 젭 스튜어트를 따라 메릴랜드와 펜실베이니아 남부 및 중부를 거쳐 북군 포토맥군 주변에서 작전 중이었다. 리는 셰넌도어 계곡과 컴버랜드 계곡을 이용하여 진격하면서 산악 통로를 지키기 위해 몇 개 여단을 배치하고 있었고, 이들에게 북군의 위치를 찾게 했다. 후방에 배치된 여단 중에 터너 애쉬비 가 지휘했고 지금은 윌리엄 E. "그럼블" 존스가 지휘하는 로렐 여단이 있었다. 존스는 주벌 얼리의 보병부대를 지원하기 위해 휘하 부대 중 최정예인 버지니아 기병대의 35대대를 파견했지만, 부대 규모는 큰 차이없었다. 본래 존스 여단은 리의 호출을 받기 전에 메릴랜드와 웨스트버지니아에서 볼티모어 & 오하이오 철도를 기습 공격하고 있었다. 도하지점의 여울을 지키기 위해 남겨진 12 버지니아 연대를 제외한 나머지 존스 여단은 7월 1일에 포토맥 강을 건너 펜실베이니아로 이동하여, 다음 날 밤, 펜실베이니아 챔버스버그에 도착하여 야영했다. 존스의 병력은 6, 7, 11 버지니아 기병대와 프레스턴 츄의 기마포병대로 축소되었다. 존스가 하게스타운 도로를 지키라는 리의 명령에 따라 페어필드에 도착한 것은 7월 3일이었다.
한편, 새로 취임한 웨슬리 메리트 준장은 부근에서 천천히 이동하는 남군 보급마차 대열에 관한 보고에 관심을 갖게 되었다. 그는 북군 6 기병대 사무엘 H. 스타 소령에게 페어필드와 보급마차 대열의 위치를 수색하라는 명령을 내렸다. 페어필드에서 스타 소령은 보급마차대열이 막 마을을 벗어나 캐쉬타운으로 향하고 있음을 알게 되었다. 스타 소령은 휘하 400명의 병력을 3개로 나누어 보급마차를 찾기 시작했다.
얼마 안가 한 부대가 존스의 7기병대 소속 전초부대와 충돌했고, 남군의 증원부대가 달려오자 철수했다. 적 출현에 대한 정보에, 스타는
작은 산등성이로 달려가 부하들을 말에서 내리게 한 후 도로 양옆의 과수원과 들판에 배치했다. 남군 7 기병대가 이 북군 부대를 향해 돌격을 시작했다. 스타 소령의 부대가 남군의 첫 번째 돌격을 저지하는 동안, 츄의 기마 포병대가 포격 준비를 마쳤고, 남군 기병대가 일단 물러나자, 북군 기병들을 향해 포격을 퍼부었다. 6 버지니아 기병대의 지원을 받은 7 기병대가 다시 돌격하여 스타 소령의 부대를 능선에서 몰아내고 상당한 손실을 입혔다. 존스는 후퇴하는 북군을 쫓아 페어필드 갭으로 4.8km(3마일)을 추격했지만, 섬멸하는데는 실패했다.
북군은 전사자 6명, 부상자 28명을 냈고, 남군 7 버지니아 기병대의 손실은 8명 전사, 21명 부상, 실종 5명이었다.
존스는 페어필드 근처에 숙영지를 설치하고 리의 후퇴에 대비해 도로를 지켰으며, 7월 5일, 비바람이 몰아치는 와중에 페어필드 갭으로 후퇴하는 북버지니아군의 후방을 엄호했다.
북군 6 기병연대 H중대에서 복무하고 있던 아일랜드계 이민인 조지 C. 플래트(George C. Platt)은 1895년 7월 12일 이 전투에서 공으로 의회 명예 훈장(Medal of Honor)을 수여받았다. 서훈장에는, "연대 기수가 전사하자 연대기를 낚아채어 적에게 군기가 뺏기지 않도록 했다"고 되어 있다.

## 참고 문헌
- Wittenberg, Eric J., ""Gettysburg's Forgotten Cavalry Actions." Gettysburg, Pennsylvania: Thomas Publications, 1998. ISBN 1-57747-035-4.
- Platt MOH webpage